# Guanyin de Mil Manos y Mil Ojos
La Guanyin de Mil Manos y Mil Ojos (en chino simplificado, 沩山千手千眼观音圣像; pinyin, wéishān qiān shǒu qiān yǎn guānyīn shèngxiàng) es una gigantesca estatua monumental budista en China de 99 m de altura; en el momento de su finalización, en 2009, la cuarta estatua más alta del país y la sexta del mundo. Se encuentra en el municipio de Weishan xiang (沩山乡, Xian de Ningxiang, ciudad-prefectura de Changsha, Hunan.
El gobierno del condado de Ningshan, con la ayuda de organizaciones empresariales y religiosas locales, invirtió 260 millones de yuanes para completar su construcción en 2009.
Guanyin es la bodhisattva de la misericordia. Su nombre completo es Guan Shi Yin, que significa «aquella que escucha las quejas del Mundo».
La multiplicidad de sus ojos le permite ver las desgracias de cada uno, y sus 20 pares de brazos, acudir en ayuda del mayor número. Tiene muchos rostros, un signo de profunda humildad, y cada uno puede reconocer en una u otra cara la representación que se hace de la diosa.

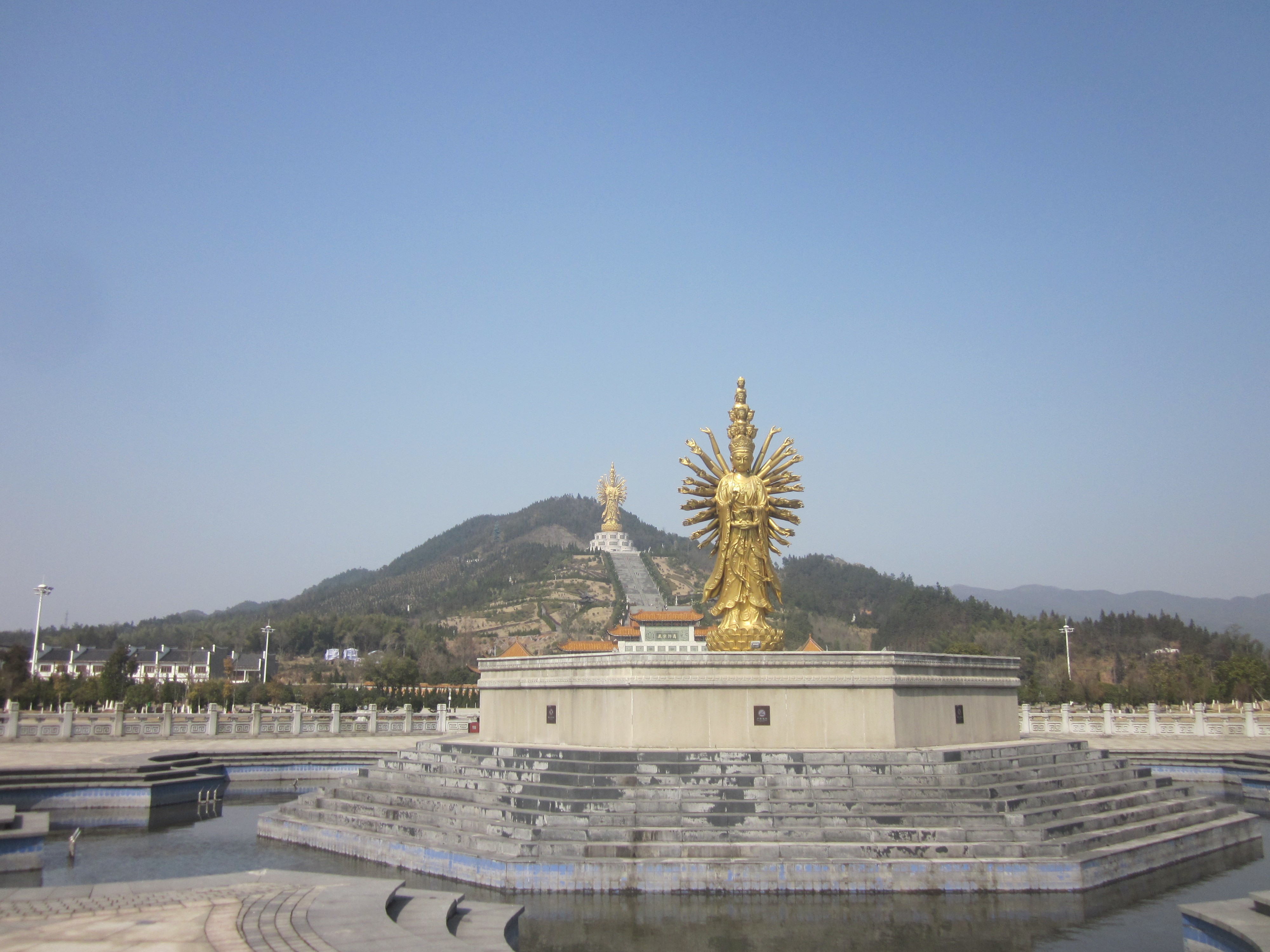
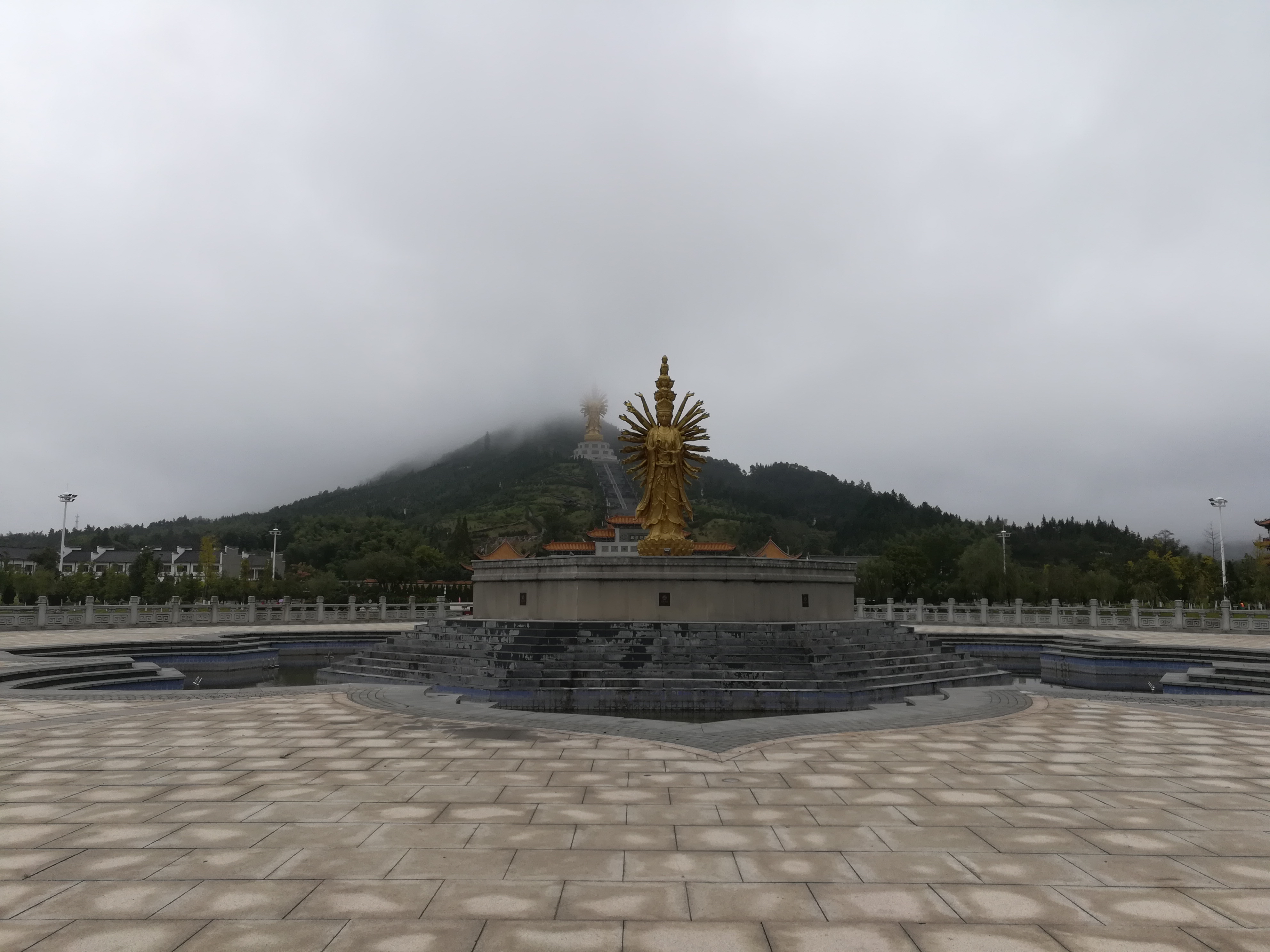
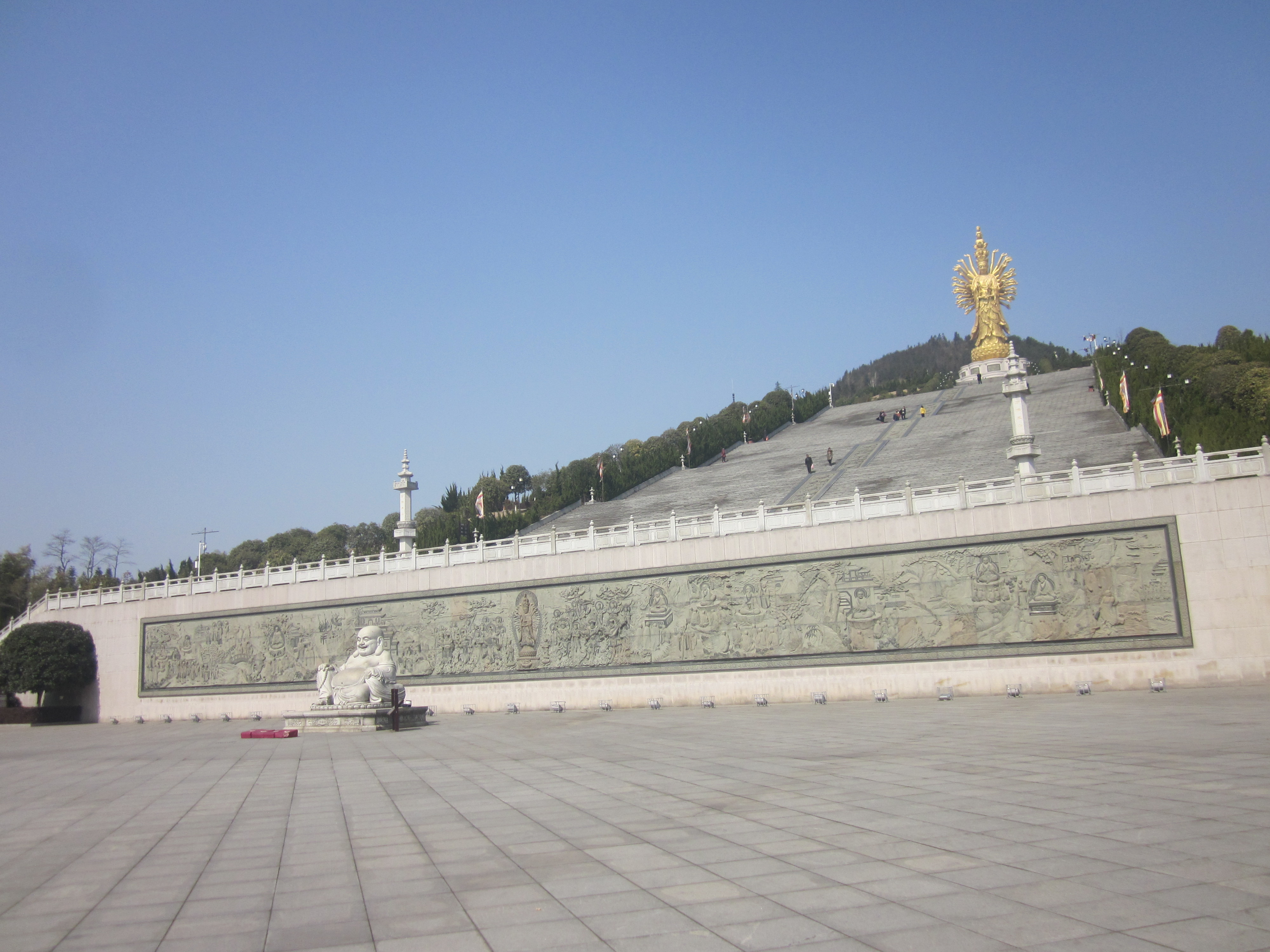
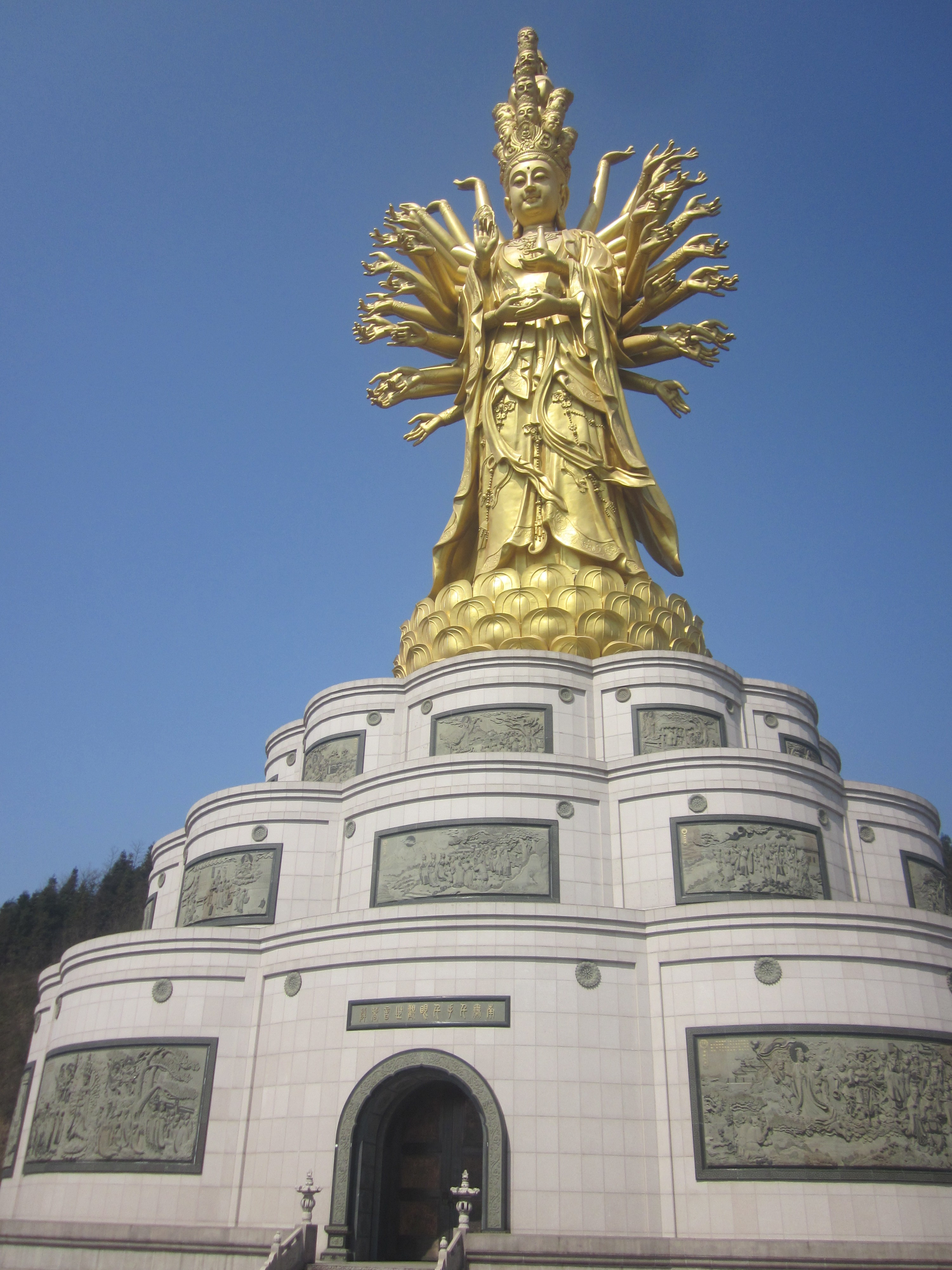